# Albert Onyeawuna
Albert Onyeawuna (Estado de Lagos, c. 1935 - ibídem, 21 de abril de 2014) fue un futbolista nigeriano que jugaba en la demarcación de delantero.

## Biografía
En 1954 hizo su debut como futbolista con el Port Harcourt FC. Jugó en el club durante once temporadas. Llegando a ganar la Copa de Nigeria en tres ocasiones. En 1955, jugando la final contra el Warri por 4-1. La segunda edición ganada, en 1958, fue conquistada tras vencer por 6-0 en la final al Federal United. Finalmente en 1963, el año de su retiro como futbolista se hizo con otra Copa de Nigeria al batir al Mighty Jets por 1-0
Falleció el 21 de abril de 2014 en el Estado de Lagos a los 78 años de edad tras sufrir una larga enfermedad durante varios meses.

## Selección nacional
Debutó con la selección de fútbol de Nigeria el 30 de octubre de 1955. Además formó parte del equipo que debutó por primera vez en una Copa Africana de Naciones, siendo esta la edición de 1963. Finalmente el 26 de marzo de 1964 jugó su último partido con el combinado nigeriano, tras haber marcado siete goles en 26 partidos jugados.

## Clubes
| Club             | País    | Año         |
| ---------------- | ------- | ----------- |
| Port Harcourt FC | Nigeria | 1954 - 1963 |

## Palmarés

### Campeonatos nacionales
| Título          | Club             | País    | Año  |
| --------------- | ---------------- | ------- | ---- |
| Copa de Nigeria | Port Harcourt FC | Nigeria | 1955 |
| Copa de Nigeria | Port Harcourt FC | Nigeria | 1958 |
| Copa de Nigeria | Port Harcourt FC | Nigeria | 1963 |